# PZL W-3 Sokół
PZL W-3 Sokół (Tiếng Anh: "Falcon") là một máy bay trực thăng đa nhiệm, kích cỡ tầm trung, động cơ đôi phát triển và sản xuất bởi công ty trực thăng Ba Lan PZL-Świdnik (hiện tại có tên AgustaWestland Świdnik). Đây là mẫu trực thăng đầu tiên được thiết kế và sản xuất hoàn toàn do Ba Lan.

### Nguồn gốc

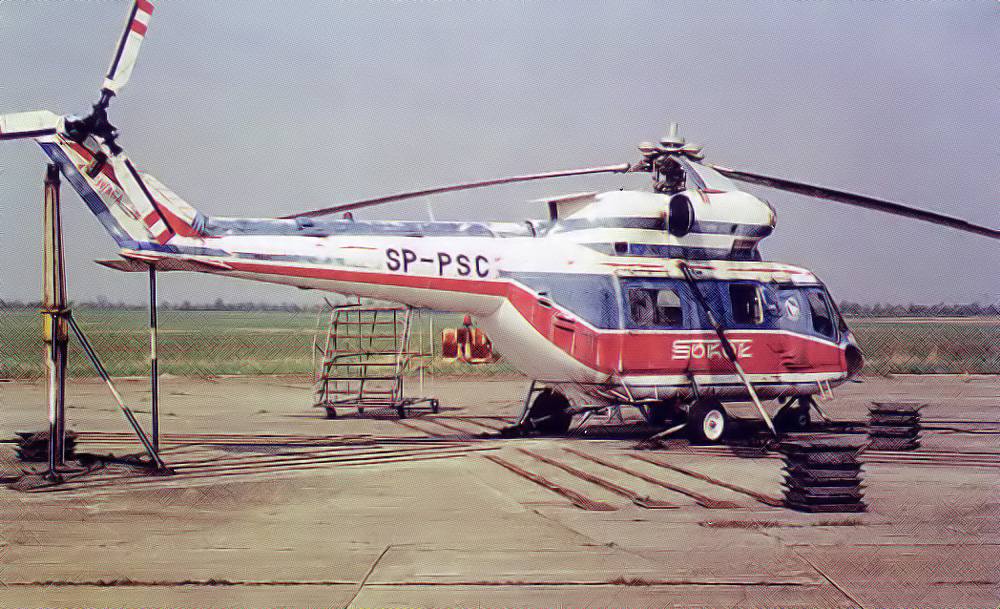
Mẫu thử nghiệm PZL W-3 thứ tư

### Phiên bản quân sự

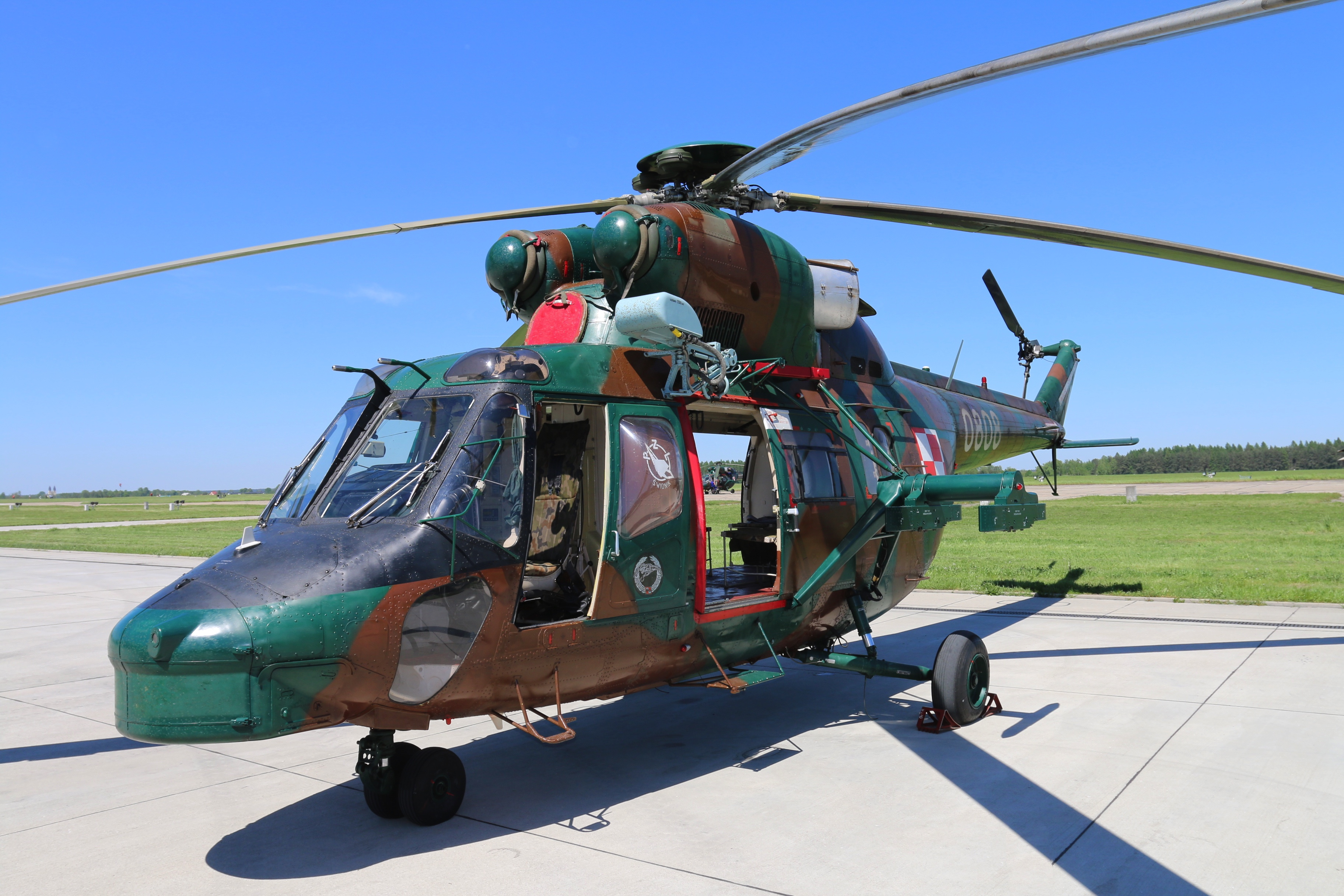
W-3WA – armed version of the 7th Aviation Squadron in Nowy Glinnik

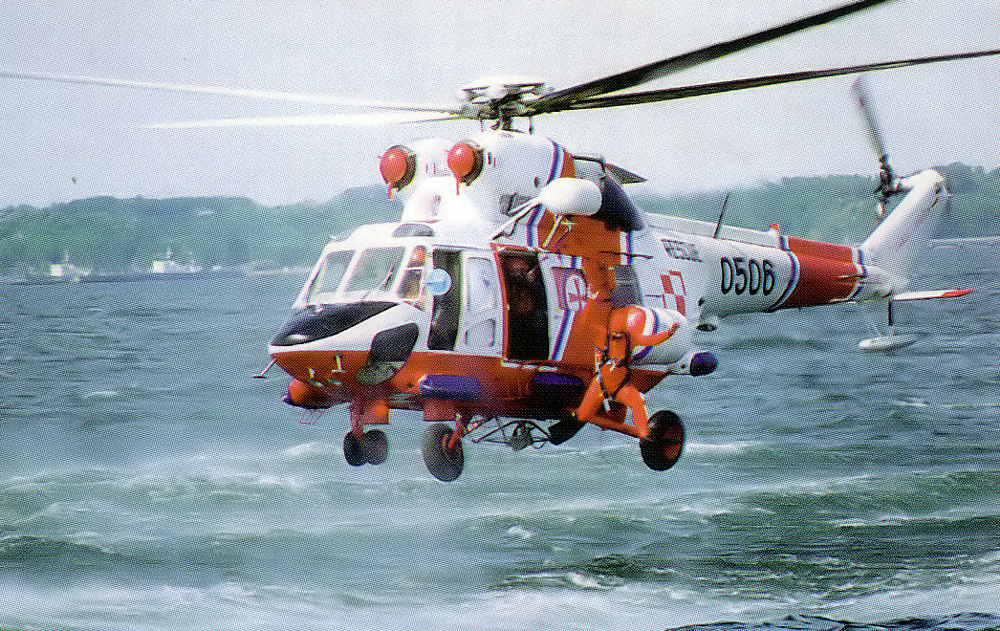
PZL W-3RM Anakonda of Polish Navy

PZL W-3PL Głuszec of Polish Land Forces

## Bên vận hành

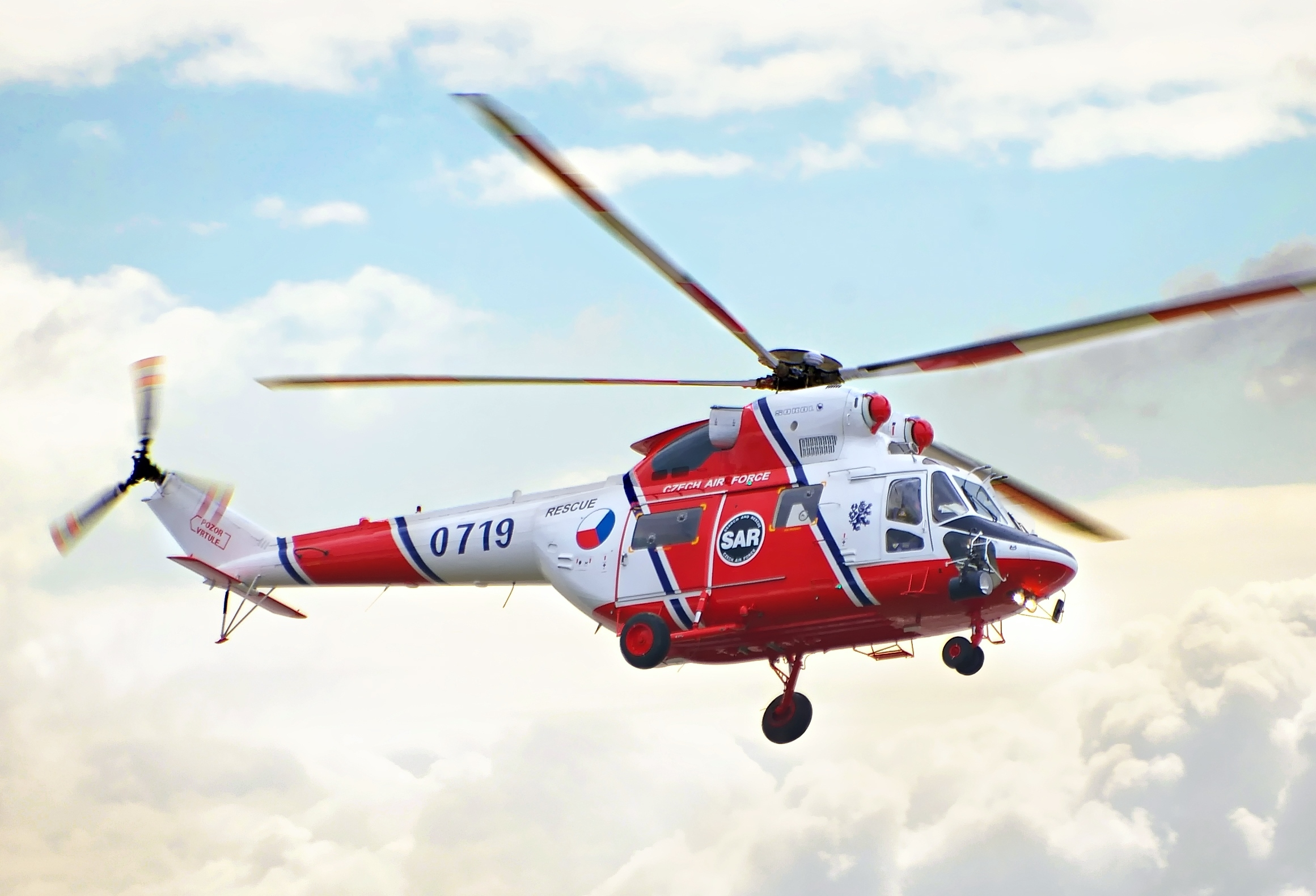
Czech Air Force PZL W-3A, SAR version

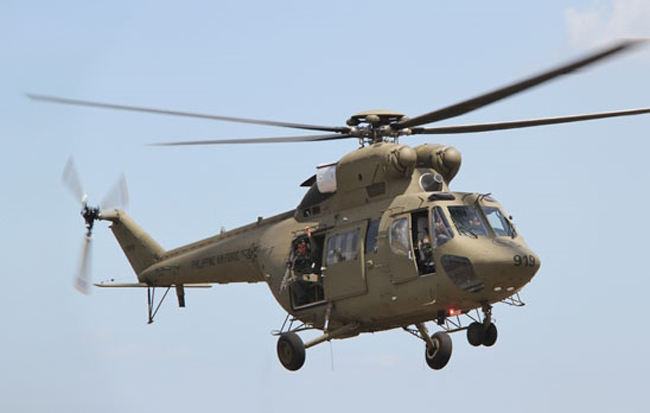
A Philippine Air Force W-3A Sokol on combat helicopter paint scheme before transferring to search and rescue role.

## Phát triển